# Хейліт
Хейліт — це медичний стан, що характеризується запаленням губ. Запалення може охоплювати шкіру навколо рота, червону облямівку або слизову оболонку губ. Слизова губ менш вразлива до запалення та алергічних реакцій.
Хейліт є загальним терміном, існує багато відомих типів і різних причин цього явища. Залежно від початку і перебігу хейліт буває гострим і хронічним. Більшість хейлітів спричинені зовнішними факторами, такими як сухість і тривале перебування на сонці.

## Потріскані губи

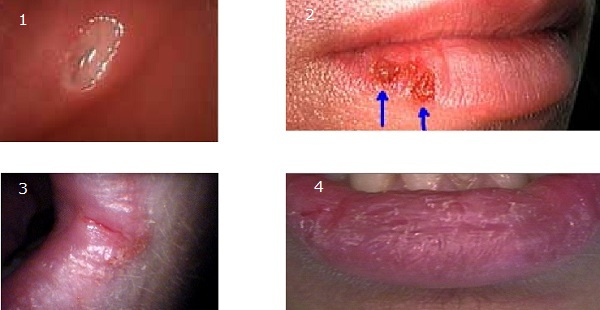
Фотографічне порівняння: 1) афти — всередині рота, 2) губного герпесу, 3) ангулярного хейліту та 4) потрісканих губ.

Простий або звичайний хейліт характеризується тріщинами та лущенням шкіри губ і є одним із найпоширеніших типів хейліту. Хоча уражатися можуть обидві губи, частіше страждає нижня губа. Також при розтягуванні губ може спостерігатися печіння або утворення великих хворобливих тріщин. Хронічний простий хейліт може прогресувати до утворення кірки та кровотечі.

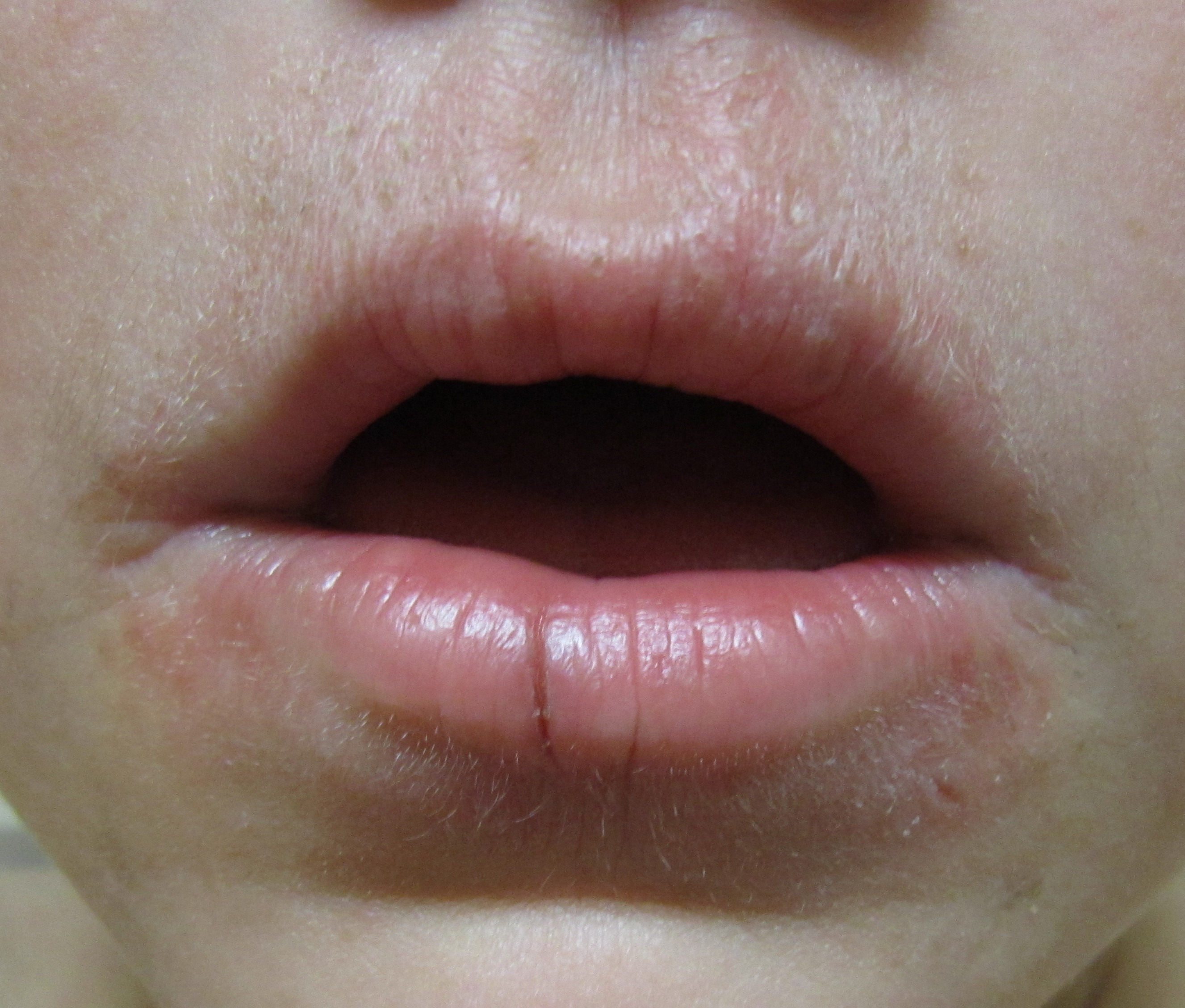
Дерматит облизування губ, широко відомий як періоральний дерматит, у молодих чоловіків зі звичкою облизувати губи. Зверніть також увагу на глибокі тріщини на губах.

Контрінтуітивно, постійне облизування губ спричиняє їх висихання та подразнення, і зрештою слизова оболонка тріскається. Губи більш схильні до висихання в холодну суху погоду. Травні ферменти, присутні в слині, також можуть подразнювати губи, а випаровування води зі слини позбавляє їх вологи.

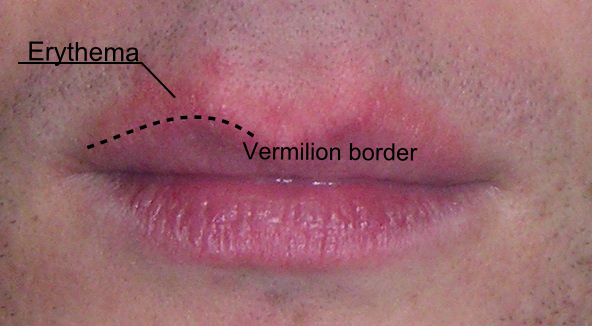
Еритема, що поширюється на навколоротову шкіру.

Деякі діти мають звичку смоктати та жувати нижню губу, викликаючи поєднання хейліту та чітко обмеженої періоральної еритеми.
Лікування за допомогою бар'єрних лубрикантів, таких як мазь для губ або вазелін зазвичай успішне. Ланолін медичного класу прискорює загоєння і використовується в деяких продуктах для відновлення губ.

## Актинічний хейліт
Актинічний хейліт, який також називають «сонячним хейлозом», є результатом хронічного надмірного впливу ультрафіолетового випромінювання сонця. Зазвичай це відбувається на нижній губі, яка стає сухою, лущиться і зморшкувата на вигляд, сіро-білого кольору. Це явище особливо часто зустрічається у людей зі світлим типом шкіри, які живуть у країнах з сонячним кліматом (наприклад, австралійці європейського походження), а також у людей, які проводять багато часу на вулиці. Існує невеликий ризик того, що актинічний хейліт може розвинутися в плоскоклітинний рак у довгостроковій перспективі. Рак губи зазвичай помічають рано і, отже, він має сприятливий прогноз порівняно з раком порожнини рота в цілому.

## Ангулярний хейліт

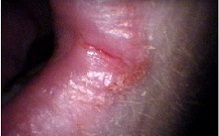
Ангулярний хейліт — запалення кута рота

Ангулярний хейліт (ангулярний стоматит, також відомий як хейлоз, народна назва «заїда») — це запалення одного або обох кутів рота. Це досить поширений стан, і часто вражає людей похилого віку.
Існує багато можливих причин, включаючи дефіцит харчування (заліза, вітамінів групи В, фолієвої кислоти), контактну алергію, інфекції (Candida albicans, Staphylococcus aureus або β-гемолітичний стрептокок) і беззубість (часто з надмірним закриттям порожнини рота та супутнім стоматитом, пов'язаним із протезуванням) та інші.

## Екзематозний хейліт
Екзематозний хейліт, який також називають «губним дерматитом», — це різноманітна група розладів, причина яких часто невідома. Хронічні екзематозні реакції складають більшість випадків хронічного хейліту.
Він поділяється на ендогенний (через вроджені особистості) та екзогенне (коли він спричинений зовнішнім фактором). Основною причиною ендогенного екзематозного хейліту є атопічний хейліт (атопічний дерматит), а основними причинами екзогенного екзематозного хейліту є контактний хейліт подразнення (наприклад, спричинений звичкою облизувати губи) та алергічний контактний хейліт. Останній характеризується сухістю, тріщинами, набряком і утворенням кірок. Він частіше вражає жінок, ніж чоловіків, у співвідношенні приблизно 9:1.

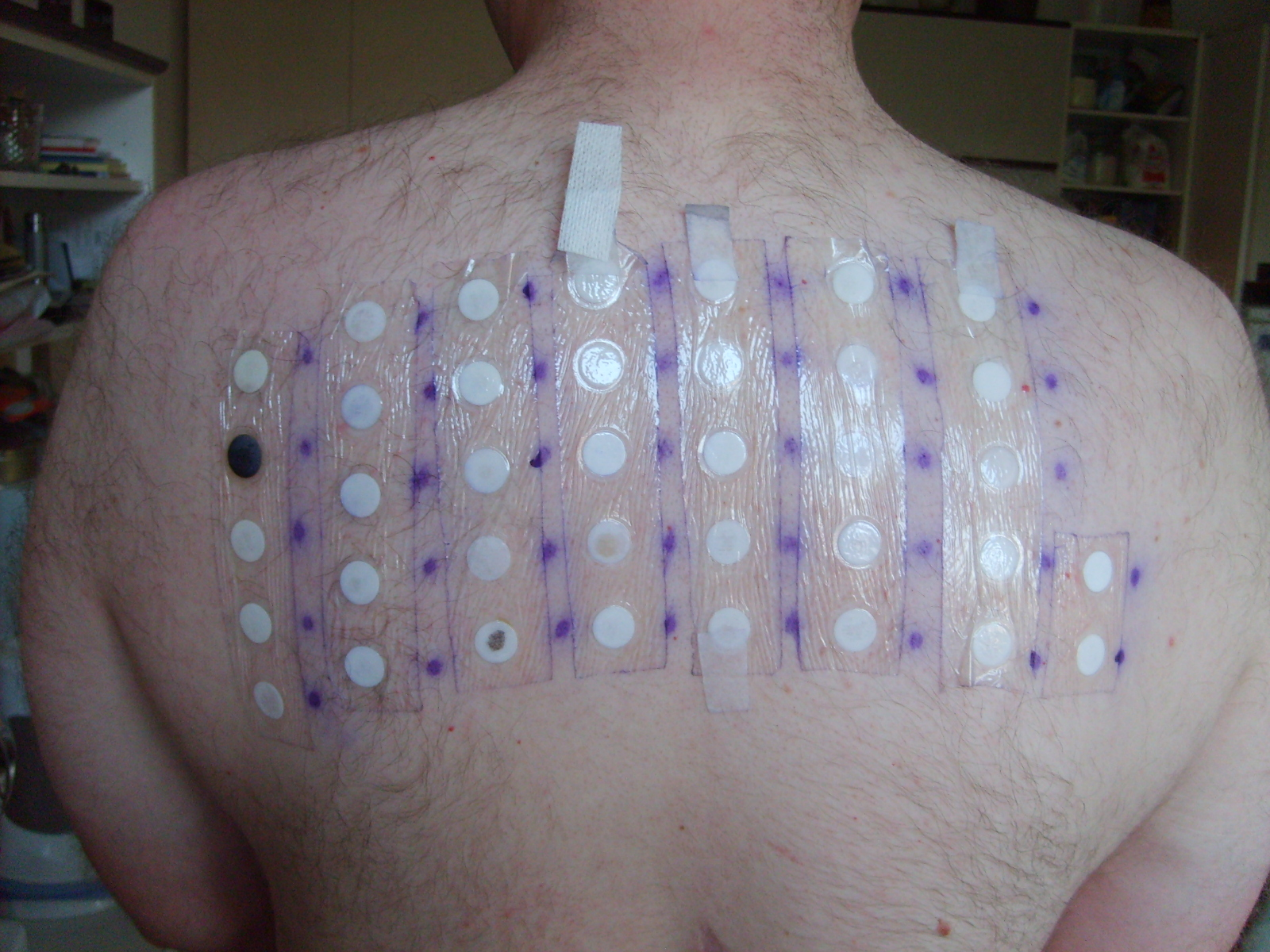
Патч-тест

Найчастішою причиною алергічного контактного хейліту є косметика для губ, у тому числі помади та бальзами, а потім зубні пасти. У деяких випадках алергію на губну помаду важко діагностувати, оскільки хейліт може розвинутися навіть без помади. Натомість навіть незначного впливу, наприклад поцілунку людини, яка носить помаду, достатньо, щоб викликати цей стан.
Хейлітом може проявлятися алергія на перуанський бальзам. Алергія на метал, дерево або інші компоненти може спричинити хейліт у музикантів, особливо тих, хто грає на дерев'яних та мідних духових інструментах, наприклад, так званий «хейліт кларнетиста» або «хейліт флейтиста». «Пігментний контактний хейліт» — це один із видів алергічного хейліту, при якому розвивається коричнево-чорне забарвлення губ.Для визначення речовини, що викликає алергічний контактний хейліт використовується патч-тест.

## Інфекційний хейліт
Інфекційний хейліт спричиняється інфекційним захворюванням. Іноді використовуються терміни «кандидозний хейліт» і «бактеріальний хейліт», що позначає залучення організмів Candida та видів бактерій відповідно. Термін «хейлокандидоз» описує ексфоліативні (з лущенням) ураження губ і шкіри навколо губ і викликається поверхневою кандидозною інфекцією внаслідок хронічного облизування губ. Імпетиго (спричинене Streptococcus pyogenes та/або Staphylococcus aureus) може проявлятися у вигляді ексфоліативного хейліту.
Herpes labialis (губний герпес) є поширеною причиною інфекційного хейліту. Ураження, викликане рецидивом латентної інфекції простого герпесу, може виникнути в куточку рота і бути помилково прийнято за інші причини ангулярного хейліту. Насправді це герпес на губах, який іноді називають «простим кутовим герпесом».

## Гранулематозний хейліт
Орофаціальний гранулематоз — це збільшення губ внаслідок утворення неказеозного гранулематозного запалення, яке перешкоджає лімфатичному дренажу м'яких тканин ротово-лицьової області, викликаючи лімфедему. По суті, гранулематозний хейліт відноситься до набряку губ, який супроводжує цей стан. Може спостерігатися «середній хейліт», який є тріщиною по середній лінії губ через збільшення губ. Ангулярний хейліт також може бути пов'язаний з орофаціальним гранулематозом.
Пов'язаним захворюванням є синдром Мелькерссона–Розенталя — тріада паралічу обличчя, хронічного набряку губ і тріщини язика. «Хейліт Мішера» і «гранулематозний макрохейліт» є синонімами гранулематозного хейліту.

## Хейліт, пов'язаний з ліками (лікарський)
Поширеними причинами хейліту, пов'язаного з прийомом ліків, є етретинат, індинавір, інгібітори протеази, вітамін А та ізотретиноїн (ретиноїдний препарат). До рідкісних причин належать аторвастатин, бусульфан, клофазімін, кломіпрамін, ціанкобаламін, золото, метилдопа, псораленс, стрептоміцин, сульфасалазин і тетрациклін. Захворювання, яке називається «виразка губи, спричинена прийомом ліків», описується як хворобливі або чутливі, чітко визначені виразки губи без ущільнення. Це результат перорального прийому ліків, і воно зникає, коли прийом лікарських засобів припиняється.

## Ексфоліативний хейліт
Також називається «exfoliativa cheilitis» або «tic de levres», — це незвичайне запальне захворювання червоної облямівки губ, яка стає болючою і покривається кіркою. Відбувається безперервне утворення та десквамація (відшарування) товстих коричневих лусочок кератину. Кератиновий шар епідермісу губ росте та відмирає швидше, ніж зазвичай, і при цьому лущиться. Коли ці лусочки видаляються, під ними виявляється губа нормального вигляду, хоча можуть спостерігатися еритема та набряк. Захворювання досі не пов'язується з якоюсь конкретною причиною. Рідко винні інфекції. У деяких людей це явище пов'язано зі стресом, тривогою, депресією або розладами особистості. В одному звіті 87 % людей мали певну форму психічного розладу, а 47 % мали дисфункцію щитовидної залози, що, у свою чергу, може спричинити такі психічні захворювання, як депресія.
Вважається, що деякі випадки ексфоліативного хейліту мають штучне пошкодження, що називається «фіктивним хейлітом» або «артифактним хейлітом» і пов'язане зі звичками колупання або облизування губ. Проявами є поява кірочок і виразок, викликаних повторюваним жуванням і смоктанням губ. Деякі вважають звичне облизування або колупання губ формою нервового тику. Цю звичку іноді називають словом perlèche («перлеш»), що походить від французького слова pourlècher («облизувати губи»). Фіктивний хейліт значно частіше зустрічається у молодих жінок.
Ексфоліативний хейліт також пов'язують із ВІЛ/СНІДом. Лікування полягає переважно у зволоженні губ і застосуванні місцевих кортикостероїдів, починаючи від гідрокортизону і закінчуючи клобетазолом. Також були повідомлення про місцеве застосування такролімусової мазі.
Подібним чином виглядає псоріаз губ, що важливо враховувати під час діагностики.

## Залозистий хейліт
Залозистий (гляндулярний) хеліт — це рідкісне запальне захворювання малих слинних залоз, зазвичай нижньої губи, яка виглядає набряклою і вивернутою. Також можуть бути виразки, кірки, абсцеси. Це набутий розлад, але його причина невідома. Можливі причини включають сонячне світло, куріння, сифіліс, погану гігієну ротової порожнини та генетичні фактори. Отвори проток малої слинної залози запалюються і розширюються, з проток можуть спостерігатися слизисто-гнійні виділення. Попередня класифікація пропонувала розділити хейліт на 3 типи залежно від тяжкості, з пізнішими стадіями, що включають вторинну бактеріальну інфекцію та збільшення виразки, нагноєння та набряку: тип 1, простий; тип 2, поверхнево-гнійний («хвороба Бельца»); і тип 3, глибокий гнійний («cheilitis glandularis epostemetosa»). Гландулярний хейліт зазвичай виникає у чоловіків середнього та літнього віку та несе ризик злоякісної трансформації в плоскоклітинний рак (від 18 % до 35 %). Тому профілактичне лікування, таке як верміліонектомія («голиння губ»), є лікуванням вибору.

## Плазмоклітинний хейліт
Плазмоклітинний хейліт є дуже рідкісним проявом захворювання, яке зазвичай виникає на яснах (плазмоклітинний гінгівіт) або іноді на язиці. Плазмоклітинний хейліт виглядає як чітко визначена інфільтрована темно-червона бляшка з поверхневим лакоподібним блиском. Плазмоклітинний хейліт зазвичай вражає нижню губу. Губи виглядають сухими, атрофічними і мають тріщини. Іноді також присутній ангулярний хейліт.

## Інші причини
- Червоний вовчак,[34] іноді називають «люпус хейліт»[23]
- Плоский лишай[16]
- Пемфігоїд[16]
- Ксеростомія[35]